# Soroka, Illinți
Soroka (în ucraineană Сорока) este un sat în comuna Jadanî din raionul Illinți, regiunea Vinnița, Ucraina.

## Demografie
Componența lingvistică a localității Soroka
     Ucraineană (98,32%)
     Rusă (1,42%)
     Alte limbi (0,13%)
Conform recensământului din 2001, majoritatea populației localității Soroka era vorbitoare de ucraineană (98,32%), existând în minoritate și vorbitori de rusă (1,42%).